# Ferran Gallart Salas
Ferran Gallart Salas (Manresa, Bages, 10 de novembre de 1972 - 21 de setembre de 2023) fou un cantant català.
Gallart era el cantant de la banda d'ska i rumba catalana de Cardona, 'Strombers', de la qual formava part des dels seus inicis, el 1998. A banda de la seva activitat amb el grup, havia fet nombroses col·laboracions amb altres bandes i solistes de renom, com Txarango o La Pegatina.
L'any 2022 va publicar un llibre il·lustrat infantil titulat “Gira la lluna”, amb contes i cançons per anar a dormir, un recull que, a més, també té la seva versió musicada.
El setembre de 2023 va morir després de no poder superar un càncer.